# یوشیرو کاتائوکا
یوشیرو کاتائوکا (انگلیسی: Yoshirō Kataoka؛ زادهٔ ۸ آوریل ۱۹۴۵) تهیه‌کننده فیلم، و تهیه‌کننده تلویزیونی اهل ژاپن است.